# Karl Wien

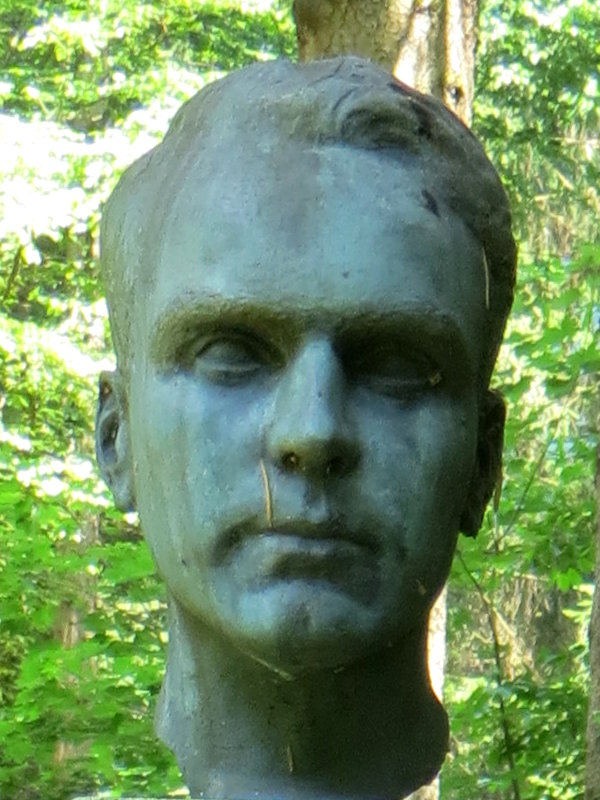
Karl Wien

Karl („Karlo“) Wien (* 10. September 1906 in Würzburg; † vermutlich 15. Juni 1937 am Nanga Parbat) war ein deutscher Bergsteiger.

## Leben
Karl Wien, Sohn des Universitätsprofessors und Physikers Wilhelm Wien, welcher im Jahr 1911 den Nobelpreis für Physik erhielt, studierte nach dem Abitur 1924 am Wilhelmsgymnasium München Geographie an der Ludwig-Maximilians-Universität in München und wurde selbst Dozent.
Wien machte seine ersten Bergerfahrungen in den Alpen, wo ihm zusammen mit Willo Welzenbach die Erstbegehung der Nordwand des Großglockners gelang. Zwischen 1924 und 1928 war er mehrmals Aktivenvorstand des Akademischen Alpenvereins München. Außerhalb Europas machte er mehrere Besuche nach Afrika und in die Himalaya-Region. So gelang ihm mit Erwin Schneider und Eugen Allwein 1928 die Erstbesteigung des Pik Lenin im Pamir, mit 7134 Metern der damals höchste bestiegene Berg. Im Jahr 1931 war er Mitglied der Kangchendzönga-Expedition unter der Leitung von Paul Bauer. Im Rahmen der Sikkim-Expedition 1936 gelang Wien zusammen mit Adolf Göttner die Erstbesteigung des 6888 Meter hohen Siniolchu.
Ein Jahr später wurde Karl Wien dazu auserkoren, die Deutsche Nanga-Parbat-Expedition 1937 auf den „Schicksalsberg der Deutschen“ anzuführen. Diese war ein neuerlicher Versuch der Erstbesteigung des Nanga Parbat, nachdem im Rahmen der Deutschen Nanga-Parbat-Expedition 1934 zehn Bergsteiger – Alfred Drexel, Uli Wieland, Willo Welzenbach, Willy Merkl sowie sechs Sherpas – ihr Leben verloren. In der Nacht vom 14. auf den 15. Juni 1937 kampierten Wien und seine Kameraden in Lager IV, als sich eine gewaltige Eis- und Schneelawine von den Séracs des Rakhiot-Gletschers löste und die Bergsteiger verschüttete. Sieben Deutsche und neun Sherpas fanden dabei den Tod, nur der Expeditionsarzt Uli Luft überlebte in einem tieferen Lager. Diese Katastrophe gilt bis zum heutigen Tag als das größte Unglück auf einem Achttausender. Nach dem Bekanntwerden dieses tragischen Ereignisses organisierte Paul Bauer, der Leiter der Deutschen Himalaya-Stiftung, eine Expedition zur Bergung der Leichen.